# Computer History Museum
Het Computer History Museum (CHM) is een Amerikaans computermuseum in Mountain View (Santa Clara County). Het museum werd opgericht in 1996 en herbergt een van 's werelds grootste historische computercollecties.

## Geschiedenis
Het museum vindt zijn oorsprong in 1979, toen Gordon Bell met financiële steun van DEC het Digital Computer Museum oprichtte, gevestigd in de lobby van een gebouw van DEC in Marlborough (Massachusetts), om er zijn persoonlijke collectie van computerartefacten tentoon te stellen.
In 1982 werd de naam veranderd in The Computer Museum (TCM) en twee jaar later verhuisde de collectie naar een voormalig pakhuis in Boston.
In 1996 werd het TCM History Center (TCMHC) opgericht, een filiaal van TCM in Mountain View, Californië. Een kazerne op het vliegveld Moffett Field diende als eerste locatie, een groot aantal artefacten werd vanuit TCM naar daar verscheept. 
Het computermuseum in Boston sloot in 1999 zijn deuren. Een deel van de collectie werd ondergebracht in het Boston Science Museum, de rest van de collectie werd opgeslagen in het TCMHC.
In 2000 werd TCMHC omgedoopt tot Computer History Museum (CHM) en in 2002 werd een nieuwe locatie in Mountain View in gebruik genomen, een gebouw waar voorheen Silicon Graphics gehuisvest was. Aanvankelijk was daar slechts een klein gedeelte van de collectie te zien. Na een grondige renovatie volgde in januari 2011 een heropening met een uitgebreide permanente tentoonstelling.

## Collectie
Het Computer History Museum claimt de grootste en belangrijkste verzameling computerartefacten ter wereld te huisvesten. Dit omvat veel zeldzame of unieke objecten zoals bijvoorbeeld een Cray-1 supercomputer, de Utah-theepot, een Apple I en een volledig gerestaureerde PDP-1. De collectie omvat bijna 90.000 objecten, foto's en films, evenals 1,2 km aan gecatalogiseerde documentatie en enkele honderden gigabytes aan software.

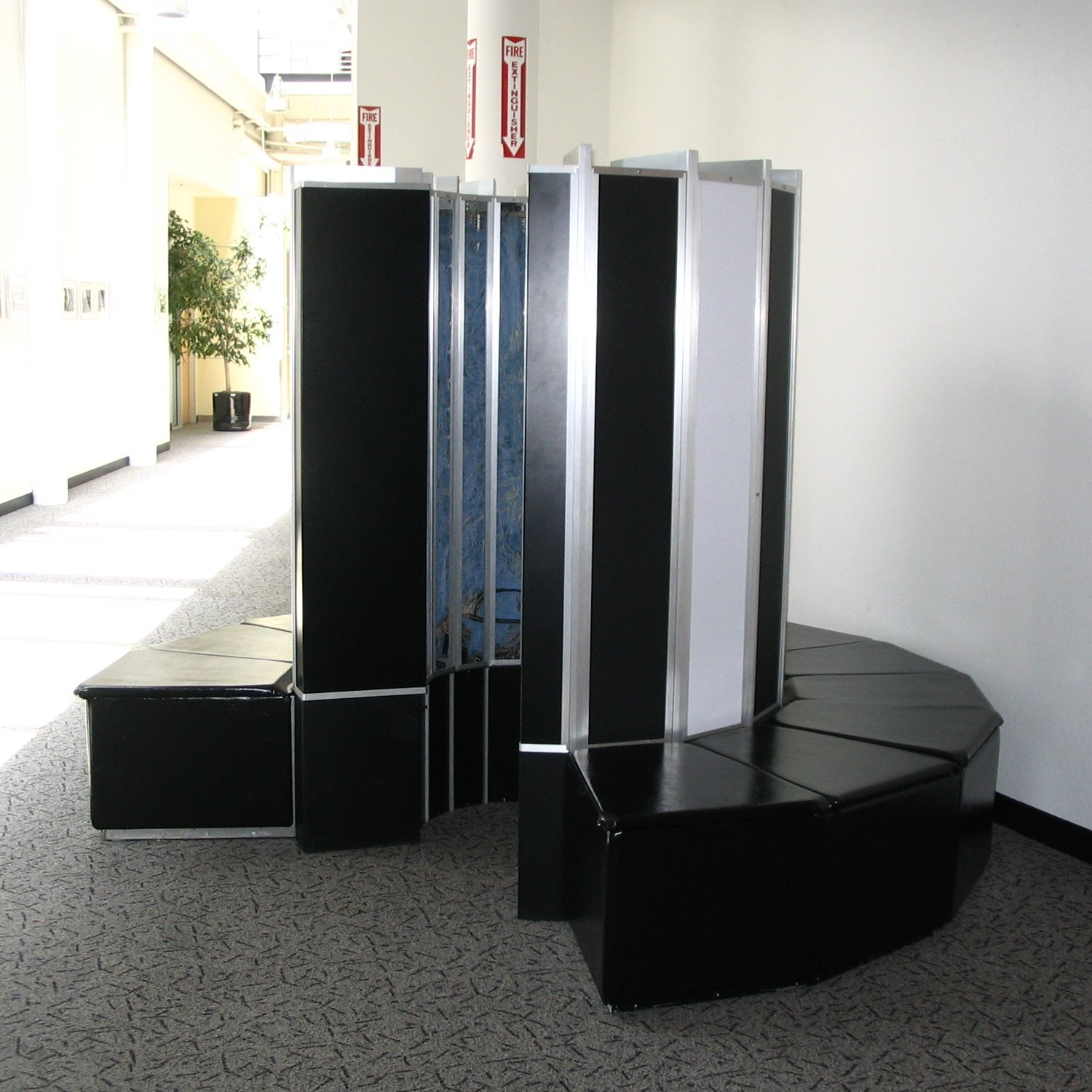
Cray-1 supercomputer
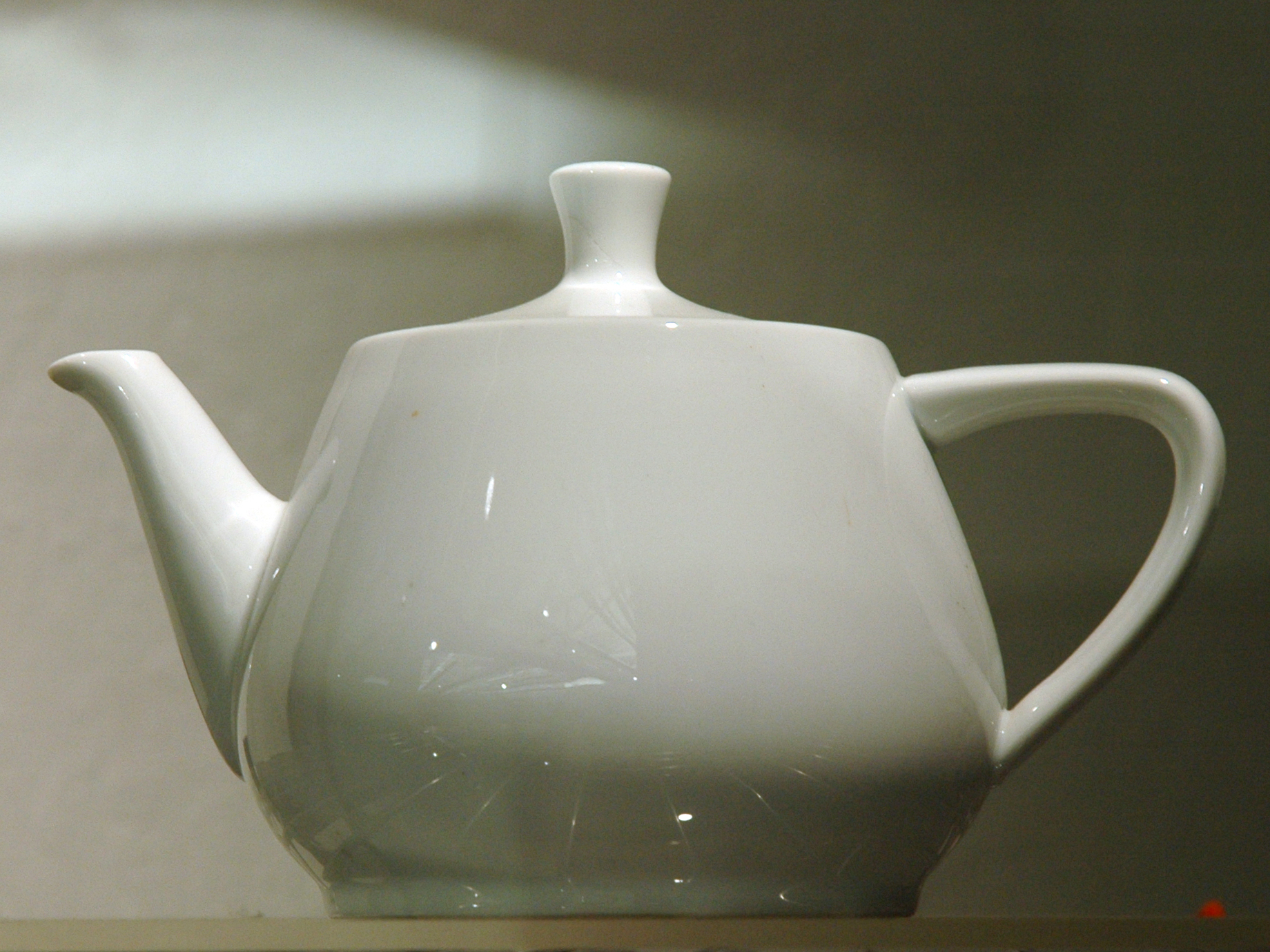
Utah-teapot
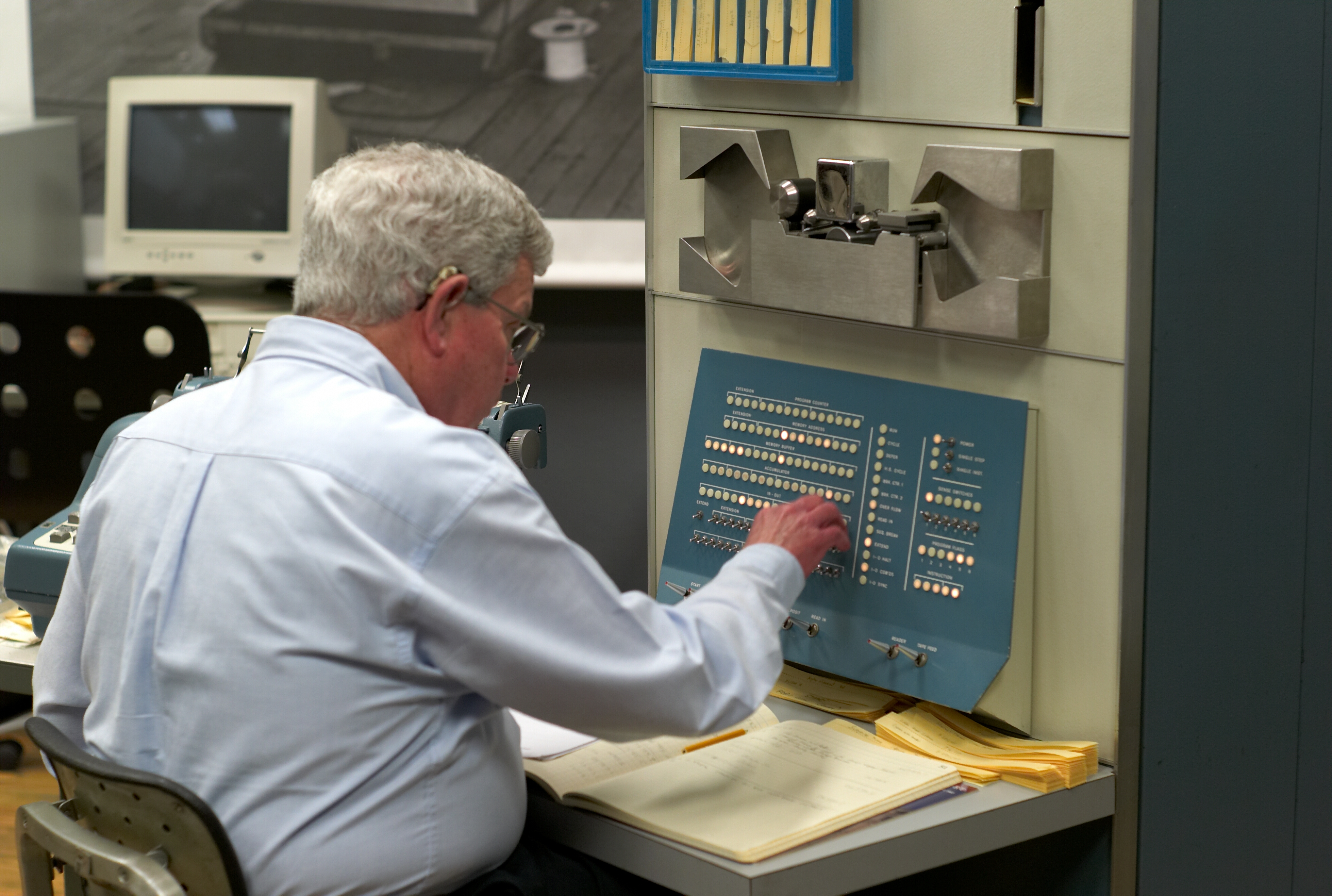
Steve Russell, de maker van Spacewar, bedient de PDP-1 in het Computer History Museum

## CHM Fellow Award
Sinds 1995 reikt het museum jaarlijks de CHM Fellow Awards uit. Deze onderscheiding eert vooraanstaande technologiepioniers voor hun uitmuntende verdiensten en belangrijke bijdragen aan de vooruitgang van computers en informatica. In 2024 telt het fellows-programma zo'n 100 leden, waaronder Dennis Ritchie, Ken Thompson, Steve Wozniak, Gene Amdahl, Tim Berners-Lee, Niklaus Wirth, Douglas Engelbart, Marvin Minsky, Bill Joy en Linus Torvalds.